# Close
Close är en äppelsort med gulvitt kött.  Kort hållbarhet. Blomningen är tidig och Close pollineras av bland annat Alice, Discovery, James Grieve, Julyred, Katja, Quinte, Summerred och Transparente Blanche. I Sverige odlas Close gynnsammast i zon I-IV. Började säljas av plantskolan Alnarps Trädgårdar år 1963. Har förekommit i svensk Yrkesodling med ca 3000 träd.